# مسجد ذوقبلتین
مسجد ذوالقبلتین، مسجدی است که در آن، قبلهٔ مسلمانان در حین یک نماز ظهر از بیت‌المقدس به بیت‌‌الله‌‌ الحرام تغییریافت. پیامبر اسلام در این نماز، دو رکعت را به‌سوی بیت‌المقدس و دو رکعت دیگر را به جانب کعبه گزارد. این امر در مسجد بنی‌سالم مدینه انجام‌شد که بعدها به مسجد «ذوالقبلتین» یا دوقبله‌ای، مشهور گشت.

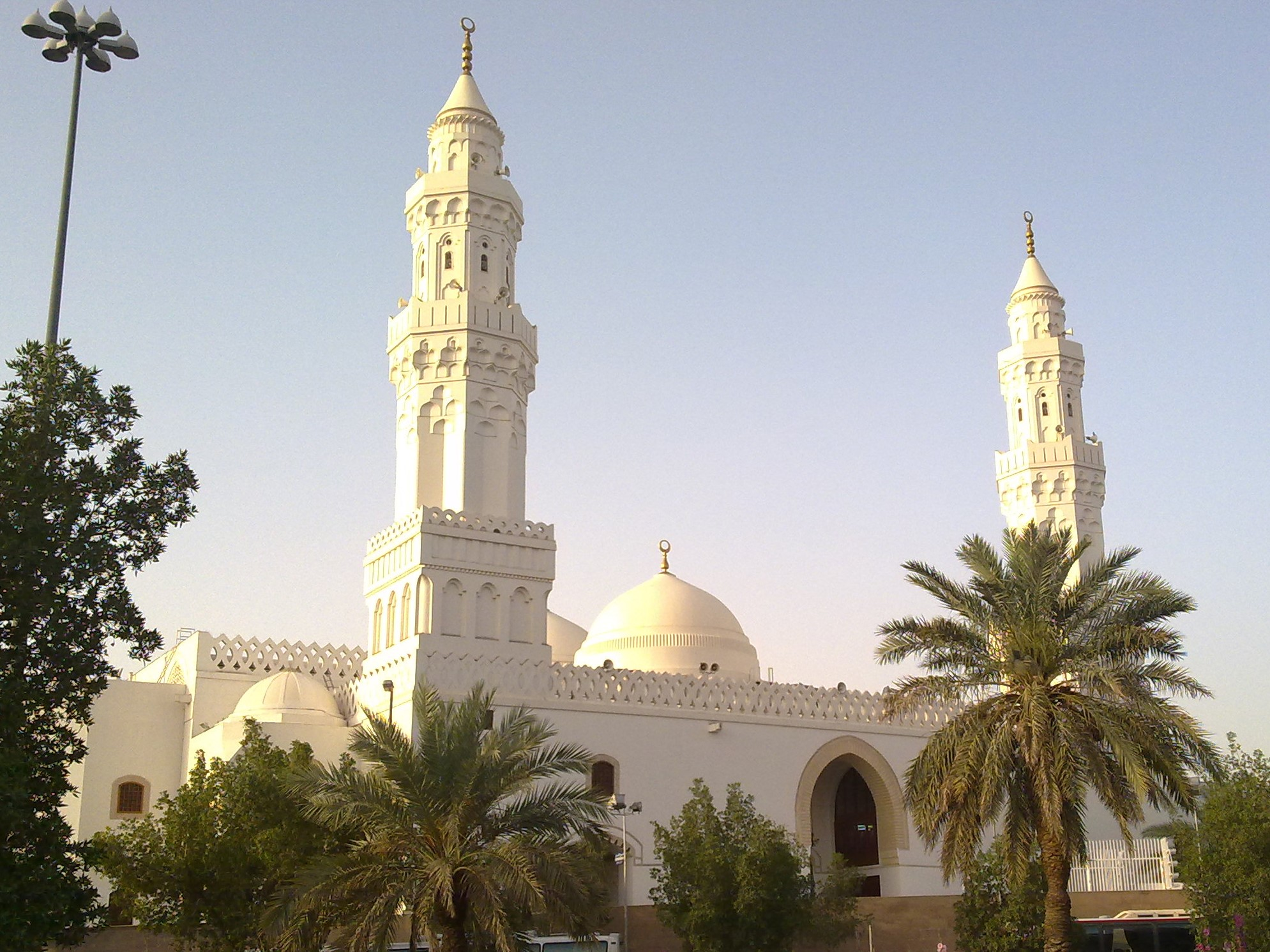
مسجد بنی‌سالم، مشهور به مسجد ذوالقبلتین

## علت واقعه
تغییر قبله از مسائل مهم کلامی و تاریخی اسلام است، محمد بن عبدالله به مدت ۱۳ سال پس از بعثت در مکه و چند ماه بعد از هجرت در مدینه، (بین هفت تا هجده ماه) به‌سوی بیت‌المقدس نماز می‌خواند، ولی بعد از آن قبله تغییریافت و مسلمانان مأمور شدند به سوی کعبه نماز بگزارند. بنابر نقل ابن‌هشام، هجده‌ماه از هجرت به مدینه می‌گذشت که در پانزدهم رجب، قبلهٔ مسلمین از بیت‌المقدس به سوی کعبه تغییر پیدا کرد. در تمام این مدت، پیروان محمد مورد سرزنش یهود قرارداشتند، چرا که بیت‌المقدس در اصل قبلهٔ اهل یهود بود، آن‌ها به مسلمانان طعن می‌زدند که اینان از خود استقلال ندارند و به سوی قبلهٔ ما نماز می‌خوانند و این دلیل آن‌است که ما برحقیم. اما مسلمانان به‌علت وجود بت‌ها در کعبه، وظیفه داشتند که بسوی بیت‌المقدس نماز بگزارند. پس از این امر و بی‌پاسخ نماندن طعنه و ایرادات یهودیان، مسلمانان موظف‌شدند نماز‌خواندن به جانب بیت المقدس (قبله یهودیان) را ترک، و به سمت بیت‌الله الحرام نماز بخوانند.

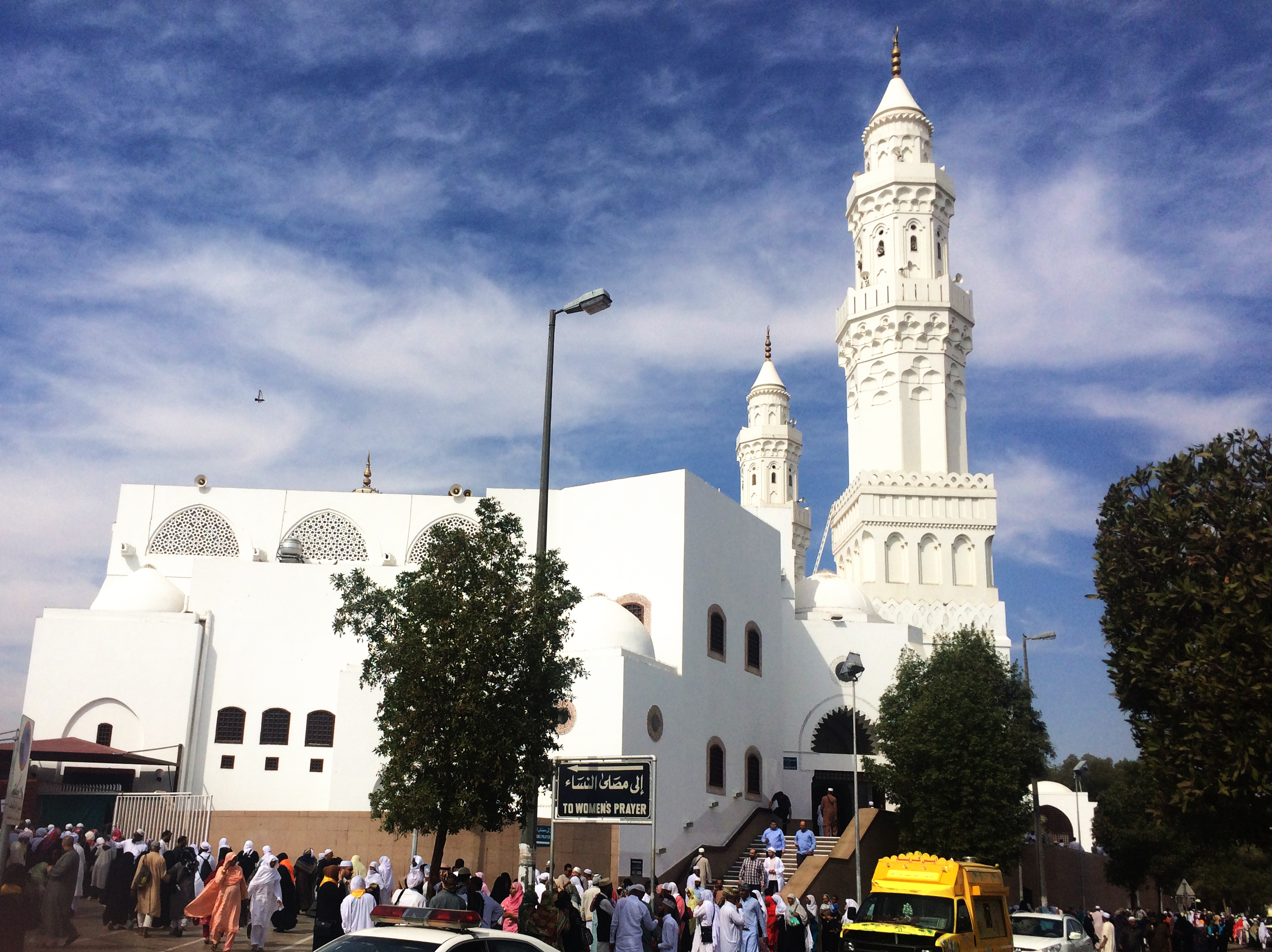
نگاره‌ای از محل ورودی اصلی مسجد ذوالقبلتین

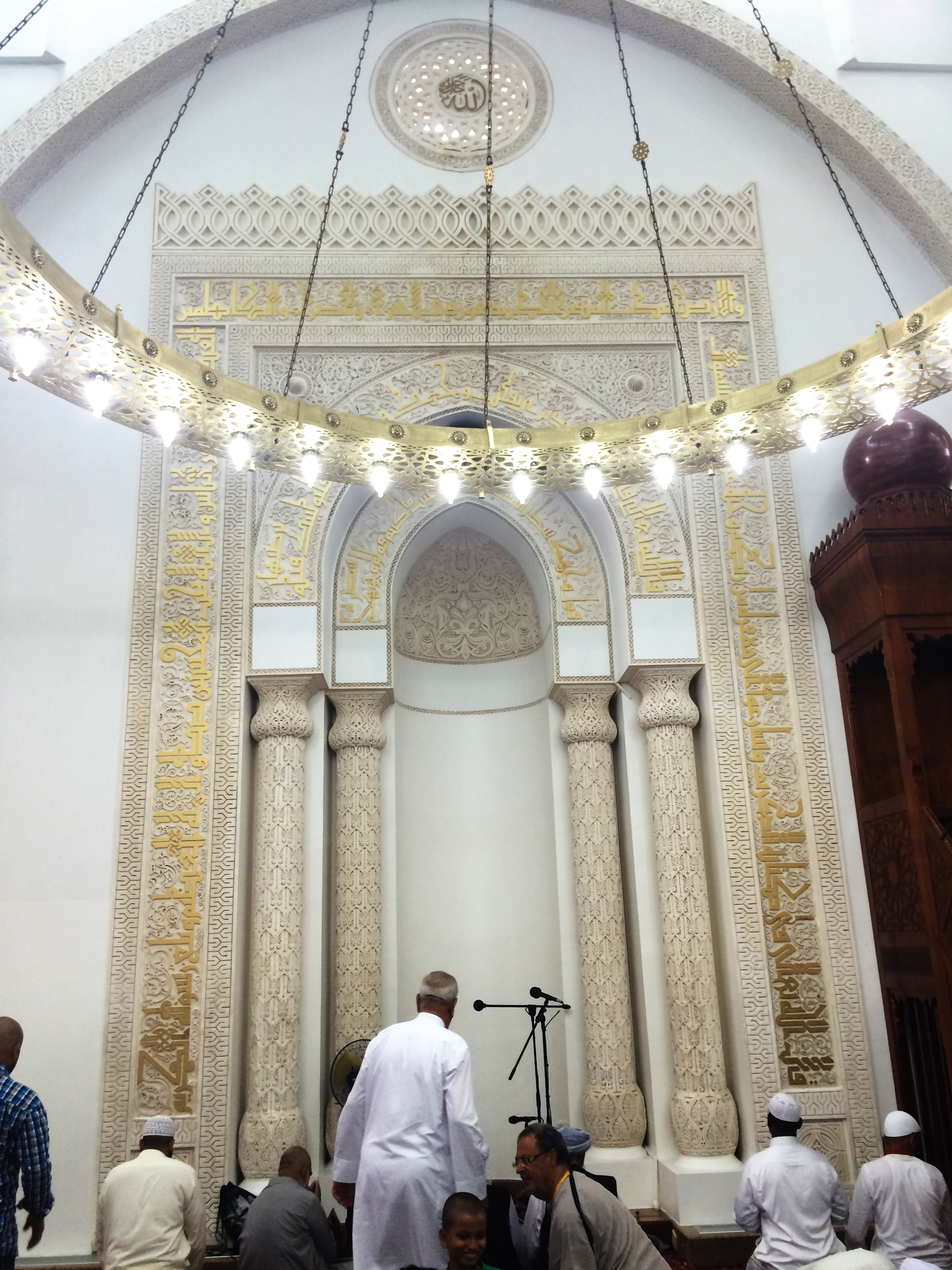
نگاره‌ای از محراب و درون مسجد ذوالقبلتین

## همچنین ببینید
- بقیع
- کوه احد
- مسجد قبا
- رمضان در اسلام
- زکات فطره
- روزه در اسلام
- افطار
- عید فطر
- فروع دین
- تعطیلات اسلامی
- روز عرفه
- رویداد مباهله
- فانوس رمضان
- معراج
- میلاد پیامبر
- نیمه شعبان
- چله روزه
- جمعة الوداع
- رمضان (ماه)
- رمضان در ایران
- آریایی
- شب احیا
- مجادله جنگ علیه اسلام
- ابن صوفی
- المجدی
- مکاشفه (مذهب)
- ابن عنبه
- صلوات
- کعبه
- کوه صفا و مروه
- جبل النور
- سرزمین منا
- جبل الرحمه